# Mäuseturminsel
Die Mäuseturminsel ist eine unbewohnte Flussinsel im oberen Mittelrhein, gelegen etwa 70 Meter vor dem linken (südlichen) Rheinufer der Stadt Bingen am Rhein (Stadtteil Bingerbrück), zwischen Flusskilometer 530,1 und 530,4. Die Insel liegt zwischen der Nahemündung (gut 600 Meter oberhalb der Insel) und dem Binger Loch (400 Meter unterhalb). Oberhalb des entfernteren, rechten Rheinufers steht die Burg Ehrenfels.
Bekannt ist die schmale, knapp 250 Meter lange Rheininsel durch den auf ihrer stromaufwärts gelegenen Ostspitze stehenden Binger Mäuseturm, einen ehemaligen Zoll- und Wehrturm. Diesem sagenumwobenen Turm verdankt die Insel, die sich im UNESCO-Welterbe Oberes Mittelrheintal befindet, auch ihren Namen. Die Insel ist nahezu vollständig bewaldet. Am Südufer befindet sich eine Schiffsanlegestelle.
Die Insel ist nicht für die Öffentlichkeit zugänglich. Die Stadt Bingen bietet selten Mäuseturmfahrten per Schiff an. Bei extremen Niedrigwasser des Rheins wie in den Jahren 2011 und 2018 kann die Insel über einen Steinwall vom Park am Mäuseturm in Bingen erreicht werden. Unter diesem Wall verlaufen die Versorgungsleitungen für die Insel. Er wurde 2018 erneuert und ausgebaut.

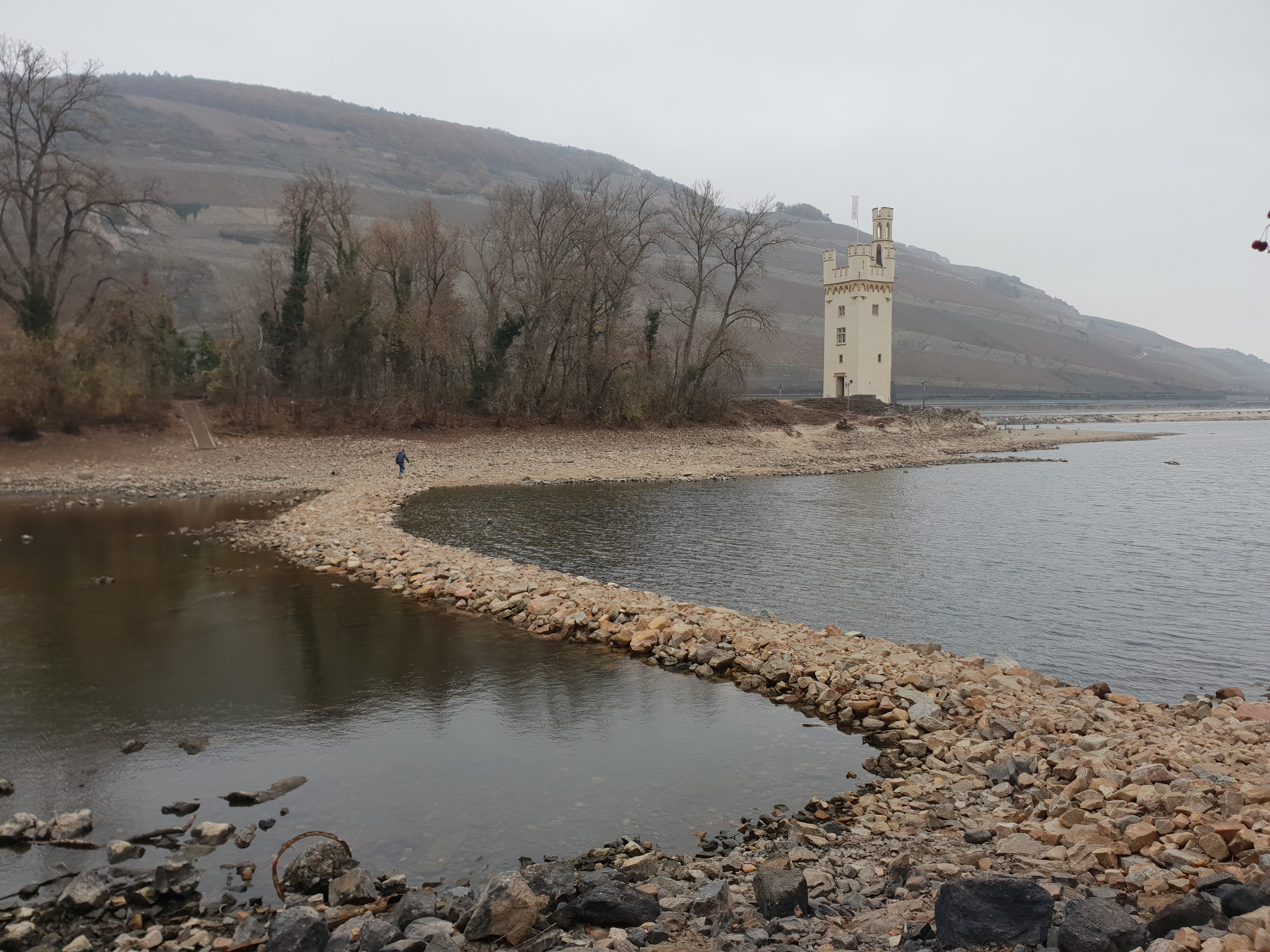
Zugang zur Mäuseturminsel
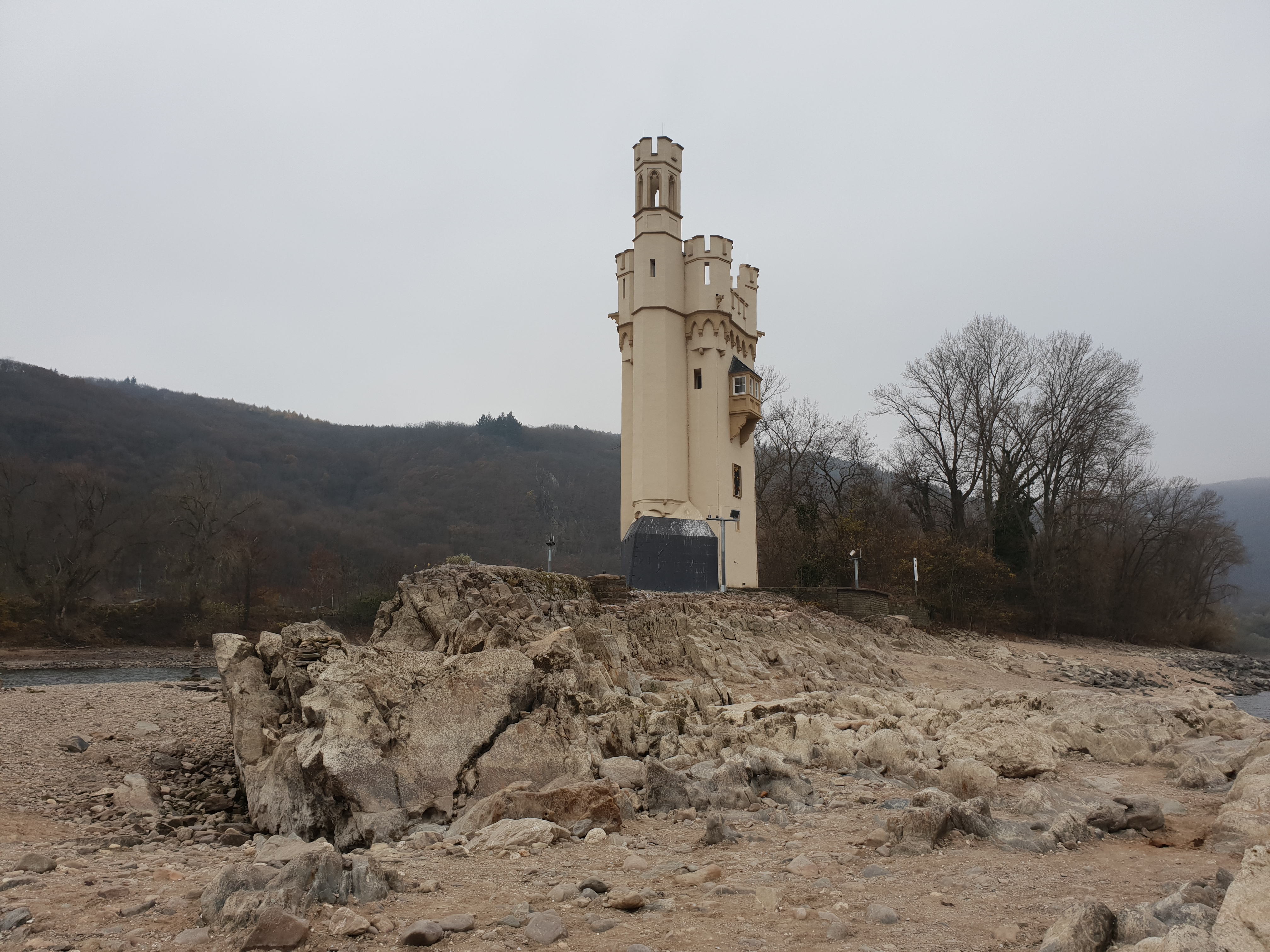
Mäuseturm